# 가시와기촌
가시와기촌(柏木村)은 시가현 고카군에 설치되었던 촌이다.